# Richie Cole
Richie Cole (ur. 29 lutego 1948 w Trenton w Stanach Zjednoczonych, zm. 2 maja 2020) – amerykański saksofonista jazzowy, kompozytor, aranżer.
Zaczął grać na saksofonie mając 10 lat, zachęcany przez ojca, który w Trenton był właścicielem klubu jazzowego Harlem Club.
Po ukończeniu Ewing High School – szkoły w Ewing w New Jersey otrzymał stypendium i rozpoczął dalszą naukę w
Berklee College of Music w Bostonie. Po dwóch latach zaczął już grać zawodowo. Zdobył uznanie za pełne inwencji granie bebopu. W 1969 – 1971 był członkiem zespołu Buddy’ego Richa. W 1971 grał też w zespole Lionela Hamptona, później był też jednym z muzyków orkiestry Dizzy’ego Gillespie.
Z założonym przez siebie zespołem występował i nagrywał płyty, udowadniając, że bebop jest ciągle żywym stylem.
W listopadzie 1989 podczas wspólnego występu Richiego Cole’a z Włodek Pawlik Trio w klubie Birdland w Hamburgu zarejestrowano materiał na album: Włodek Pawlik Trio and Richie Cole Live at Birdland.